# Оротукан (смт)
Оротука́н — селище міського типу в Ягоднинському районі Магаданської області Росії, на березі річки Оротукан. 

## Топонім
Назва походить від якутського Ортокон — «невелика випалена ділянка луки або лісу».

## Історія
Селище виникло в 1930-х роках. 

## Населення
Населення: 2597 мешканців (2005). 

## Відомі люди
- Тіна Кароль — українська співачка, народна артистка України[1]